# High Road (álbum)
High Road é o quarto álbum de estúdio da cantora estadunidense Kesha, lançado pela Kemosabe Records e pela RCA Records em 31 de janeiro de 2020. Para promover o álbum, Kesha embarcará na The High Road Tour em 2020.

## Antecedentes
Kesha disse à Rolling Stone em outubro de 2019 que a criação do álbum foi diferente da de Rainbow (2017), dizendo que ela "se reconectou à alegria e à selvageria desenfreadas que sempre fizeram parte de mim - e nesse processo eu tive a mais divertido que já tive gravando." Ela explicou que no Rainbow , ela "tinha que lidar com coisas muito sérias, e agora desta vez recuperei meu amor pela vida".
O álbum "marcará um retorno completo às raízes pop de Kesha" e foi co-escrito por Kesha ao lado de sua mãe Pebe Sebert, Wrabel, Justin Tranter, Tayla Parx, Nate Ruess e Dan Reynolds.
De acordo com a Slant Magazine, o High Road "possui uma grande variedade de estilos, de Dance-rap e dream pop". Foi inicialmente previsto para ser lançado em dezembro de 2019, antes de ser adiado para 10 de janeiro de 2020 e depois foi adiado novamente para 31 de janeiro de 2020.
Foi confirmado pela RCA Records que músicas adicionais seriam adicionadas ao álbum. Kesha anunciou durante sua AMA no Reddit que havia completado uma música cinco dias antes do lançamento do álbum. Isso foi chamado de "Summer", quando começou a aparecer na lista de faixas do álbum nos territórios em que foi lançado. Outra canção intitulada "Big Bad Wolf" foi lançada como faixa bônus no Japão.

## Análise da crítica
| Críticas profissionais | Críticas profissionais |
| Pontuações agregadas   | Pontuações agregadas   |
| Fonte                  | Avaliação              |
| ---------------------- | ---------------------- |
| Metacritic             | 72/100                 |
| Avaliações da crítica  |                        |
| Fonte                  | Avaliação              |
| The Guardian           | [ 13 ]                 |
| NME                    | [ 14 ]                 |
| Rolling Stone          | [ 15 ]                 |

High Road recebeu críticas geralmente positivas após o lançamento. No Metacritic, com base em 16 críticas, o álbum conta com uma nota de 72 de 100, indicando "críticas em sua maioria favoráveis".

## Lista de faixas
Lista de faixas adaptadas do Apple Music.
| N.º | Título                                             | Compositor(es)                                        | Produtor(es)        | Duração |  |
| 1.  | "Tonight"                                          | Kesha Sebert Stephen Wrabel                           |                     | 3:15    |  |
| 2.  | "My Own Dance"                                     | K. Sebert Daniel Reynolds Justin Tranter John Hill    | K. Sebert John Hill | 2:41    |  |
| 3.  | "Raising Hell" (com Big Freedia)                   | K. Sebert Wrabel Sean Douglas Ajay Bhattacharya       | Stint Omega         | 2:49    |  |
| 4.  | "High Road"                                        | K. Sebert Wrabel                                      |                     | 3:19    |  |
| 5.  | "Shadow"                                           |                                                       |                     | 3:33    |  |
| 6.  | "Honey"                                            | K. Sebert Chelcee Grimes Taylor Parks Stuart Crichton |                     | 3:21    |  |
| 7.  | "Cowboy Blues"                                     | K. Sebert Wrabel                                      |                     | 4:00    |  |
| 8.  | "Resentment" (com Brian Wilson e Sturgill Simpson) | K. Sebert Wrabel                                      |                     | 2:52    |  |
| 9.  | "Little Bit of Love"                               | K. Sebert Wrabel                                      |                     | 2:22    |  |
| 10. | "Birthday Suit"                                    | K. Sebert Grimes Crichton                             | Crichton            | 2:56    |  |
| 11. | "Kinky" (com Ke$ha)                                | K. Sebert Wrabel                                      |                     | 3:25    |  |
| 12. | "The Potato Song (Cuz I Want To)"                  |                                                       |                     | 3:33    |  |
| 13. | "BFF" (com Wrabel)                                 | K. Sebert Wrabel                                      |                     | 4:11    |  |
| 14. | "Father Daughter Dance"                            |                                                       |                     | 2:37    |  |
| 15. | "Chasing Thunder"                                  | K. Sebert Wrabel                                      |                     | 3:41    |  |

16.  ''Summer'' (Versão Digital)

17.  ''Big Bad Wolf'' (Bônus - Versão Japonesa)